# Titan T-51 Mustang
Titan T-51 Mustang, ett flygplan tillverkat av Titan Aircraft (Ohio, USA) och är en replika av North American P-51 Mustang i skala 3/4. Det är ett 2-sitsigt flygplan med sittplatserna placerade i tandem. Flygplanet är en konstruktion i aluminium med infällbart ställ. Det finns även en variant utan infällbart ställ (ultralätt flyg). Följande motoralternativ är listade av Titan Aircraft:

## MotordataRotax
Rotax 912/ULS är en 4-cylindrig 4-taktsmotor med dubbla förgasare, mekanisk bränslepump och dubbla elektroniska tändningssystem (CDI-tändning). Rotax 914/UL är i grunden samma motor som 912/ULS. Största skillnaden är att 914/UL är utrustad med avgasturbo för bättre prestanda på högre höjd. Turbotrycket regleras med en automatisk wastegate. 

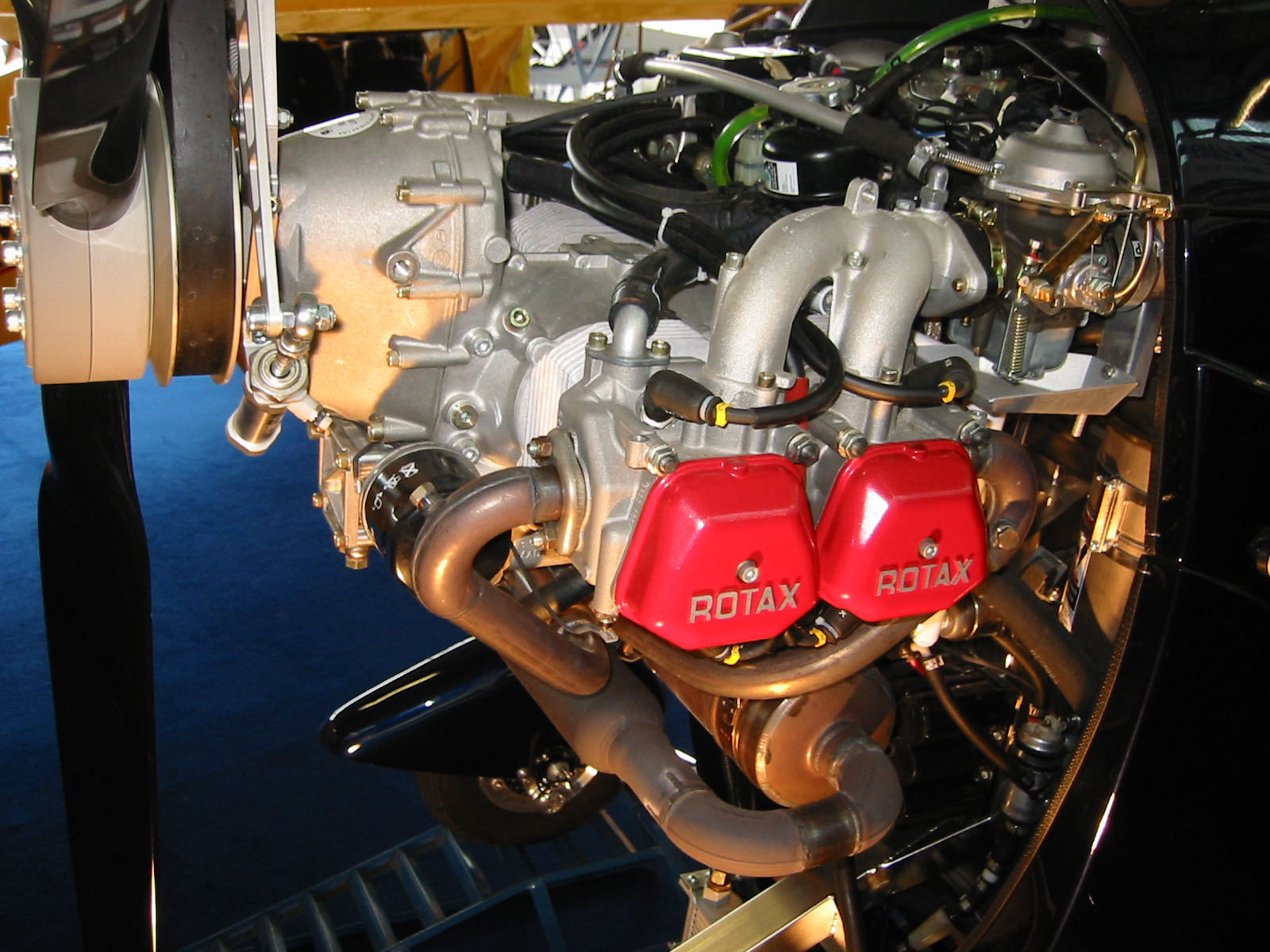
Rotax 914/UL

|                         | 912/ULS                     | 914/UL                      |
| ----------------------- | --------------------------- | --------------------------- |
| Motorstyrka             | 69 kW (95 hk) @ 5500 rpm    | 73,5 kW (100 hk) @ 5500 rpm |
|                         | 73,5 kW (100 hk) @ 5800 rpm | 84,5 kW (115 hk) @ 5800 rpm |
| Vridmoment              | 128 Nm @ 5100 rpm           | 144 Nm @ 4900 rpm           |
| Max varvtal             | 5800 rpm                    | Samma som 912/ULS           |
| Slagvolym               | 1352 cm3                    | 1211 cm3                    |
| Kompressionsförhållande | 10,5:1                      | 9,0:1                       |
| Tändningssystem         | Dubbla CDI-boxar            | Samma som 912/ULS           |
| Generatoreffekt         | 250 W @ 5500 rpm            | Samma som 912/ULS           |
| Bränsle                 | RON 95 eller AKI 91         | Samma som 912/ULS           |
|                         | eller AVGAS 100 LL          |                             |
| Vikt                    | 60,6 kg                     | 68 kg                       |

## Motordata Suzuki V6
Dessa flygmotorer är i grund och botten en Suzuki serie-H bilmotor ( Suzuki H engine) konverterade till flygbruk. Inom bilvärlden återfinns motorn i stadsjeepen Suzuki Grand Vitara. Motorn är helt i aluminium, har bränsleinsprutning och har dubbla överliggande kamaxlar (DOHC). Ett konverteringspaket ersätter komponenter i grundmotorn och består av följande delar:
- Kylsystem
- Bränslesystem
- Smörjsystem
- Avgassystem
- Reduktionsväxel
- Luftintag
- El-system
- Motorvagga

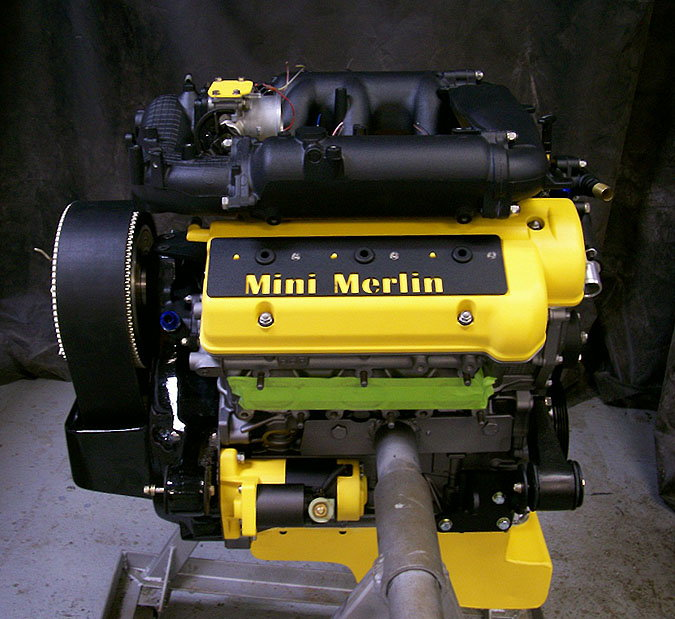
Mini-Merlin

Följande data gäller för flygkonverterade motorer
|                          | 2,5L (H25A)                | 2,7L (H27A)                |
| ------------------------ | -------------------------- | -------------------------- |
| Motorstyrka              | 121 kW (165 hk) @ 6500 rpm | 135 kW (183 hk) @ 6000 rpm |
| Vridmoment               | 220 Nm @ 4000 rpm          | 244 Nm @ 4000 rpm          |
| Slagvolym                | 2493 cm3                   | 2736 cm3                   |
| Antal cylindrar/ventiler | 6/24                       | 6/24                       |